# ラッタパーラ
ラッタパーラ（パーリ語: Raṭṭhapāla, サンスクリット: Rāṣṭrapāla 音写：頼吒惒羅、らいたはら、訳：護国、大浄志）は、釈迦仏の弟子である。
北西インド、クル国チューロシ村の長者の子として生まれた。釈迦仏がこの地へ教下しに赴かれた際、彼は仏の説法を聞き求道の念を起して両親の許しを乞うたが、一人息子だったので許されなかった。そこで彼は断食を行うと、ついに両親も出家を許したという。
彼は出家すると、コーサラ国の舎衛城（サーヴァッティー）にある祇園精舎で、仏より指導を受けて修行し証果を得た。彼はその心境を故郷の両親やその地の人々に伝え、また仏法を伝えたいと考えて帰った。しかし両親は門前に立った彼を我が子と気づかず、日頃、我が子を奪った仏と弟子たちを恨んでいたので追い払おうとした。そのとき、召使いの女性が台所で前夜の粥の残りを捨てようとしたところに出くわし、彼は「捨てるのなら頂きましょう」というと、召使いの女性が彼に気づき両親に告げた。両親は驚いて家の中へ入るよう勧めたが、彼は「出家者には帰るべき家なし。托鉢してあなたの家に立つと、施しはなく悪口雑言（あっくぞうごん）を頂きました」と言った。両親は「それではあらためて明朝、供養を受けて頂きたい」と彼を招待した。そして両親は「在家としても修行できるではないか」と強く還俗（けんぞく）を勧めた。また彼のかつての妻も「どんなに美しい天女のために修行しているのか？」と問うと、彼は「妹よ、我は天女の為に修行しているのではない」といわれたので、元妻も「妹よ」と呼ばれたことに驚き、その場に倒れ伏した。彼は父親に「長者よ、わたしを困らせないで下さい。施しをいただけるのなら頂きましょう」というと、ついに父親も出家と言う者を理解したという。彼は、少欲智足にして、両親、妻女を省して教下説法し、コーラヴィア国王をも教下したという。

## 伝記
中部経典第82頼吒惒羅経、中阿含経第132頼吒惒羅経に詳しい。仏滅後100年ごろに登場した、アシュヴァゴーシャ（馬鳴）は、パータリプトラ（華子城）において遊行した際、彼をモデルにして戯曲を作り演じて、多くの市民を教下して、皆それを聞いて無常を悟り、500人の王子や市民が出家し、王はこの戯曲を上演する事を禁止したといわれる。